# Steso
|  | Sammenskrivningsforslag Artiklen Steso er foreslået føjet ind i Nordkraft (bog). (Siden oktober 2024) Diskutér forslaget |

Steso (født Thomas) er en fiktiv figur, en ung junkie på 29 år, som optræder i romanen Nordkraft fra år 2002 af Jakob Ejersbo.

## Historie
Han bor i Aalborg og kaldes Steso-Thomas og har, efter sin egen mening, et godt liv. For Steso er livet at tage stoffer. Det er et valg, han selv har taget. Han har ingen grænser. Steso stjæler fra sine venner, selv sin gode ven Taber, men det tager de ikke så tungt. Det er en del af ham, og han har trods alt altid været deres ven.
Steso læser alle de bøger, som han kan få fat i, og er fast kunde hos bogbutikken Læsehesten. Han snakker også meget om: "den anale fase, den orale fase", som er de sjove faser, og til sidst "den banale fase", hvor man er voksen og det hele er rutinepræget og ensformigt.
Steso tager stoffer, fordi han er "sig selv", når han tager stoffer, mener han. Hans venner mener, at Steso ville være irriterende og uudholdelig at være sammen med, hvis han ikke tog stoffer. I hans kæresteforhold er han sammen med den forsigtige, forvirrede pige ("Gule") Tilde, der konstant skal indlægges på hospitalet. Men da ægte kærlighed ikke betyder noget for ham længere, vælger hun at forlade ham.
Steso får en depression og tager hjem til sine forældres tomme hus, hvor han dør af en overdosis. Steso mener selv, at meningen med hans liv er at have prøvet alle stoffer inden han dør.
Han optrådte også i spillefilmen, Nordkraft, baseret på bogen og instrueret af Ole Christian Madsen. I filmen bliver han spillet af skuespilleren Thure Lindhardt.